# LAV-AD
LAV-AD (Air Defence) — американский зенитный ракетно-пушечный комплекс, предназначенный для борьбы с самолётами и вертолётами, а также наземными целями.

## История
Разработка LAV-AD началась в 1987 году после подписания контракта с компаниями FMC Corporation и General Electric на разработку зенитной версии бронетранспортёра LAV-25 для морской пехоты США. По заданию морпехов машина должна была быть вооружена 25-мм пушкой и иметь возможность установки пусковых контейнеров для ракет Stinger и Hydra-70 (впрочем от последнего в итоге отказались). В то время как компания FMC решила оснастить свою версию всё той же установленной на LAV-25-мм пушкой M242, General Electric решила использовать пушку GAU-12 “Equalizer” с вращающимся блоком стволов.
Изучив оба прототипа, морская пехота США остановилась на предложенной General Electric концепции, разместив заказ на производство первичной партии из 125 бронемашин. К 1996 году LAV-AD был официально принят на вооружение. Несмотря на первоначальные планы по выпуску более 100 единиц ЗСУ, из-за проблем с финансированием было изготовлено только 17. Последняя машина поступила в части Корпуса морской пехоты в 1998 году, а дальнейшая разработка была прекращена из-за высоких затрат на техническое обслуживание.

## Вооружение

### Базовый комплект
- 25-мм пушка GAU-12 Equalizer, используется для борьбы с целями на дальностях до 2,5 км.
- 8 управляемых зенитных ракет «Стингер» — для поражения целей на дальностях до 6 км.
- Системы обнаружения
  - PSS — комбинированный телевизионный и тепловизионный прицел
  - Лазерный дальномер

Зенитный ракетно-пушечный комплекс LAV-AD | Ракетная техника. missilery.info. Дата обращения: 14 марта 2022.
Warriors Wiki — LAV-AD. warriors.fandom.com. Дата обращения: 14 марта 2022.

## В компьютерных играх
- LAV-AD был добавлен в многопользовательскую игру про военную технику War Thunder с приходом обновления 2.15 "Ветер перемен", размещён на VII ранге ветки исследования наземной техники США.
- Присутствует в многопользовательских режимах игр Battlefield 3 и Battlefield 4.